# Liste des sites classés et inscrits de la Meuse

Le département de la Meuse en rouge sur la carte

La liste des sites classés et inscrits de la Meuse présente les 23 sites naturels classés et les 4 sites inscrits localisés dans le département de la Meuse.

## Critères
Les critères sur lesquels les sites ont été sélectionnés (repris en colonne 5) sont désignés par des lettres, comme suit :
- TC : Tout critère
- A : Artistique
- P : Pittoresque
- S : Scientifique
- H : Historique
- L : Légendaire

## Liste des sites naturels classés
| Site naturel | Date de protection | Description                                              | Commune                     | Critère | Sites associés                                                                                                  | Superficie (hectares) | Photo | Référence DREAL |
| ------------ | ------------------ | -------------------------------------------------------- | --------------------------- | ------- | --- | --------------------- | ----- | --------------- |
| Classé       | 1926               | Avenue des tilleuls de Bar-le-Duc                        | Bar-le-Duc                  | A       | Promontoire de la Ville-haute de Bar-le-Duc                                                                     | 3                     |       | SC55029A        |
| Classé       | 1911               | Esplanade du Château                                     | Bar-le-Duc                  | A       | Château des ducs de Bar Promontoire de la Ville-haute de Bar-le-Duc                                             | 1,2                   |       | SC55029C        |
| Classé       | 1926               | Platane d’Orient dans le jardin de la préfecture         | Bar-le-Duc                  | A       | Ville-basse de Bar-le-Duc                                                                                       | ponctuel              |       | SC55029D        |
| Classé       | 1926               | Pont Notre-Dame                                          | Bar-le-Duc                  | A       | Ville-basse de Bar-le-Duc                                                                                       | 1.2                   |       | SC55029E        |
| Classé       | 1911               | Terre-plein derrière la prison                           | Bar-le-Duc                  | A       | Promontoire de la Ville-haute de Bar-le-Duc                                                                     | 1.2                   |       | SC55029F        |
| Classé       | 1911               | Tertre de Guédonval                                      | Bar-le-Duc                  | A       | Promontoire de la Ville-haute de Bar-le-Duc                                                                     | 0.9                   |       | SC55029G        |
| Classé       | 1926               | Tour de l'Horloge (Bar-le-Duc)                           | Bar-le-Duc                  | A       | Vestiges de l'ancien Château des ducs de Bar Promontoire de la Ville-haute de Bar-le-Duc                        | 1.2                   |       | SC55029H        |
| Classé       | 1928               | Rochers du saut du boulanger                             | Beaulieu-en-Argonne         | A       | Massif de l'Argonne                                                                                             | 0.40                  |       | SC55038A        |
| Classé       | 1928               | Terrasse de Beaulieu                                     | Beaulieu-en-Argonne         | A       | Massif de l'Argonne                                                                                             | 1.24                  |       | SC55038B        |
| Classé       | 1936               | Vallon de Saint-Rouin                                    | Beaulieu-en-Argonne         | TC      | Massif de l'Argonne Ermitage de Saint Rouin                                                                     | 3                     |       | SC55038C        |
| Classé       | 1911               | Quatre Ormes (abattus) situés devant l’église de Claon   | Le Claon                    | A       | | 0.4                   |       | SC55116A        |
| Classé       | 2002               | Champ de bataille des Éparges                            | Combres-sous-les-Côtes      | H       | Bataille des Éparges Côtes de Meuse & Plaine de la Woëvre                                                       | 65                    |       | SC55121A        |
| Classé       | 1911               | Avenue des tilleuls de Commercy                          | Commercy                    | A       | Château de Commercy & Prieuré de Breuil Parc naturel régional de Lorraine                                       | 2,7                   |       | SC55122A        |
| Classé       | 1926               | Orme et tertre du Mont des trois croix                   | Jouy-en-Argonne             | A       | Massif de l'Argonne                                                                                             | 0,5                   |       | SC55257A        |
| Classé       | 1932               | Parc municipal de Ligny-en-Barrois                       | Ligny-en-Barrois            | TC      | Tour Valéran | 5,5                   |       | SC55291A        |
| Classé       | 1935               | Monolithe dit "Hotte du diable"                          | Milly-sur-Bradon            | TC      | Époque celtique                                                                                                 | ponctuel              |       | SC55338A        |
| Classé       | 1937               | Chêne de l’attaque à l’entrée nord de la forêt communale | Montmédy                    | TC      | Citadelle de Montmédy                                                                                           | ponctuel              |       | SC55351A        |
| Classé       | 1911               | Sept Roches dites "Dames de Meuse"                       | Saint-Mihiel                | A       | Ville historique de Saint-Mihiel Côtes de Meuse & Parc naturel régional de Lorraine                             | ponctuel              |       | SC55463B        |
| Classé       | 1927               | Vieux chêne de la fontaine des Carmes (abattu)           | Saint-Mihiel                | A       | Abbaye Saint-Michel de Saint-Mihiel & Côtes de Meuse                                                            | ponctuel              |       | SC55463C        |
| Classé       | 1932               | Orme de Saint-Balzème à Pretz                            | Pretz-en-Argonne            | TC      | Massif de l'Argonne                                                                                             | ponctuel              |       | SC55517A        |
| Classé       | 1927               | Grand tilleul près de la Porte de France                 | Vaucouleurs                 | A       | Site Johannique Vallée de la Meuse                                                                              | ponctuel              |       | SC55533A        |
| Classé       | 1967               | Partie centrale du champ de bataille de Verdun           | Vaux-devant-Damloup         | H       | Bataille de Verdun                                                                                              | 911                   |       | SC55537A        |
| Classé       | 1932               | Plate-forme avec vue sur la vallée de la Woëvre          | Vigneulles-lès-Hattonchâtel | TC      | Cité médiévale et château d'Hattonchâtel Parc naturel régional de Lorraine Côtes de Meuse & Plaine de la Woëvre | Jardin du château     |       | SC55551A        |

## Liste des sites inscrits
| Site naturel | Date de protection | Description                                 | Commune              | Critère | Sites associés                                                         | Superficie (hectares) | Photo | Référence DREAL |
| ------------ | ------------------ | ------------------------------------------- | -------------------- | ------- | ---------------------------------------------------------------------- | --------------------- | ----- | --------------- |
| Inscrit      | 1963               | Ensemble urbain compris dans la Ville Haute | Bar-le-Duc           |         | Ville Renaissance de Bar-le-Duc (Secteur Sauvegardé de la Ville-Haute) | 17                    |       | SI55029B        |
| Inscrit      | 1986               | Vallée de la Saulx                          | Bazincourt-sur-Saulx |         | Vallée de la Saulx                                                     | 1678                  |       | SI55035A        |
| Inscrit      | 1982               | Étang de Lachaussée et ses abords           | Lachaussée           |         | Plaine de la Woëvre Parc naturel régional de Lorraine                  | 5965                  |       | SI55267A        |
| Inscrit      | 1947               | Promenade des Capucins                      | Saint-Mihiel         |         | Côtes de Meuse Parc naturel régional de Lorraine                       | 3,3                   |       | SI55463A        |